# Aptitude
Aptitude یک front-end با واسط کاربر متنی برای ابزار بسته‌بندی پیشرفته (APT) است که قابلیت‌های زیادی برای مدیریت بسته‌ها به روشی آسان و تعاملی، بدون نیاز به وارد کردن فرمان می‌دهد، از جمله:
- نمایش بسته‌های نصب شده روی سیستم و بسته‌های موجود در مخزن به صورت لیست‌های دسته‌بندی شده
- نصب، حذف و به-روز-رسانی بسته‌ها
- سیستم جستجوی قدرتمند با استفاده از الگوهای جستجوی انعطاف پذیر.

این ابزار به طور اختصاصی برای دبیان ساخته شده است.